# Усун-Кюёль (Усть-Алданский улус)
Усу́н-Кюёль (якут. Уһун Күөл) — село в Усть-Алданском улусе Республики Саха (Якутия) России. Административный центр и единственный населённый пункт Оспёхского 1-го наслега.

## География
Село находится в центральной части Якутии, в пределах Центральноякутской равнины, на западном берегу озера Усун-Кюёль, на расстоянии примерно 25 км (по прямой) к северо-западу от села Борогонцы, административного центра улуса.
Климат
Климат характеризуется как резко континентальный. Средняя температура воздуха самого тёплого месяца (июля) составляет 18,7 °C; самого холодного (января) — −42,6 °C. Среднегодовое количество атмосферных осадков составляет 234 мм. Основное количество осадков выпадает в период с апреля по октябрь. Снежный покров держится в течение 225—250 дней в году.
Часовой пояс
Село Усун-Кюёль находится в часовой зоне МСК+6. Смещение применяемого времени относительно UTC составляет +9:00.

## Население
| 2002 | 2011 | 2012 | 2013 | 2014 | 2015 | 2016 |
| ---- | ---- | ---- | ---- | ---- | ---- | ---- |
| 385  | ↗533 | ↗534 | ↗546 | ↗554 | ↘553 | ↗563 |
| 2017 | 2018 | 2019 | 2020 | 2021 |      |      |
| ↗564 | ↗572 | ↘569 | ↗574 | ↘570 |      |      |

Половой состав
По данным Всероссийской переписи населения 2010 года в гендерной структуре населения мужчины составляли 50,6 %, женщины — соответственно 49,4 %.
Национальный состав
Согласно результатам переписи 2002 года, в национальной структуре населения якуты составляли 98 %.

## Улицы
| - ул. В.А. Лыткина, - ул. Д.И. Сивцева, - ул. Е.И. Атласова, - ул. К.Н. Копырина, | - ул. М.П. Гуляева, - ул. Н.И. Оллонова, - ул. П.А. Жиркова. |